# Варжеляй
Варжеля́й (рос. Варжеляй, ерз. Вержеля) — село у складі Торбеєвського району Мордовії, Росія. Адміністративний центр Варжеляйського сільського поселення.
Населення — 437 осіб (2010; 488 у 2002).
Національний склад станом на 2002 рік:
- мордва — 98 %